# عادل فاخوري
عادل فاخوري (1939 - 2017، صور) فيلسوف وشاعر ولسانيٌّ لبناني.
يعتبر من أفضل الباحثين في علم المنطق الرياضي، ومن أبرز المطبّقين لعلم المنطق الرياضي على الّلغة، كونه كان يهتم باللسانيات. كما كان على معرفة واطّلاع دائم بكل ما يحصل في التقنيات الرقمية وربط ذلك بالذّكاء الاصطناعي.

## مسيرته
تابع دراسته في جامعات روما وفرايبورغ وإرلنغن نورنبيرغ (ألمانيا) والسوربون (فرنسا) في الفلسفة والرياضيات وعلم النفس. ويحمل دكتوراه PHD من ألمانيا ودكتوراه es-Lettres من فرنسا.

### الجامعات التي قام بالتدريس فيها
الجامعة اللبنانية، والجامعة اليسوعية، والجامعة الأردنية، والجامعة الليبية، والجامعة الكويتية.

### اللغات التي يتقنها
العربية، الفرنسية، الإنكليزية، الألمانية، الإيطالية، اللاتينية، واليونانية القديمة.

### المواد التي قام بتدريسها
المنطق الرياضي، فلسفة العلوم، فلسفة الذهن والذكاء الاصطناعي، فلسفة اللغة والسيمياء.

## مؤلفاته
- أفكّر إذن أنا كمبيوتر
- المنطق الرياضي
- منطق العرب من وجهة نظر المنطق الحديث
- الرسالة الرمزيّة في أصول الفقه
- تيّارات في السيمياء
- علم الدلالة عند العرب
- محاضرات في فلسفة اللغة

## روابط خارجية
- رحل عادل فاخوري الفيلسوف ... وشاعر القصيدة الإلكترونية